# Herbszt Zoltán
Herbszt Zoltán (Sopron, 1959. április 1. – Szeged, 1981. június 20.) magyar költő.

## Élete
Szegeden, a JATE magyar-történelem szakán tanult. Verseket, kritikákat, novellákat kezdett publikálni, elsőként a Soproni Füzetek, majd a Kisalföld, Műhely, Ifjúsági Magazin, Napjaink és Tiszatáj közölte írásait.
Rejtőző kamaszkor című kisregényében szimultán mutatja be egy érettségire készülő diák és osztálytársai életet a főhős álom- vagy fantáziavilágában zajló „kalandregény” (Trinidad várának ostroma) mellett. A bravúros elbeszélőmód mellett a felnőtté válás belső viharainak ábrázolása teszi különösen érdekessé Herbszt regényét.
Herbszt Zoltán váratlanul hunyt el, fehérvérűségben. Kötetben csak posztumusz jelentek meg írásai, halála után két évvel beválogatták a fiatal szegedi költőket bemutató, 1983-ban megjelent A hazatérés lehetőségei c. antológiába, majd évekkel később önállóan is megjelentek válogatott, 2011-ben pedig összegyűjtött művei.
A soproni Katedra együttes több versét is megzenésítette.
Sírja a soproni Szent Mihály temetőben található.

## Művei
- A hazatérés lehetőségei. Fiatal szegedi költők antológiája,  TIT, Szeged, 1983

- Egymás mellett élünk, de nem együtt (rádiójáték)
- Kőtollú madár (válogatott versek, szerk. Vasy Géza, Bp.-Szeged-Sopron, 1986)
- Zsoltár a sötétben (válogatott versek, szerk. Villányi László, Győr, 1992)
- Egyszer még visszajövök (egybegyűjtött írások, Sopron, 2011)